# Valdenice Conceição do Nascimento
Valdenice Conceição do Nascimento (16 de octubre de 1989) es una deportista brasileña que compite en piragüismo en la modalidad de aguas tranquilas. Ganó una medalla de bronce en el Campeonato Mundial de Piragüismo de 2014, y una medalla de bronce en los Juegos Panamericanos de 2015.

## Palmarés internacional
| Campeonato Mundial   | Campeonato Mundial | Campeonato Mundial | Campeonato Mundial |
| Año                  | Lugar              | Medalla            | Competición        |
| -------------------- | ------------------ | ------------------ | ------------------ |
| 2014                 | Moscú (Rusia)      | Medalla de bronce  | C1 200 m           |
| Juegos Panamericanos |                    |                    |                    |
| Año                  | Lugar              | Medalla            | Competición        |
| 2015                 | Toronto (Canadá)   | Medalla de bronce  | C1 200 m           |